# خنفساء الفصة
خنفساء الفِصَّة حشرة من السوسيات طولها نحو ٥ مم. لونها كستني أغبر. تظهر في آذار تمتح مكنها على سوق وأوراق الفصة فينقف عن يرقات تلتهم النصل وتبقي على العروق. وقت تركب النفل والملفوف والبطاطا.